# Giro di Toscana 1956
Il Giro di Toscana 1956, trentesima edizione della corsa, si svolse il 24 giugno 1956 su un percorso di 266 km. La vittoria fu appannaggio dell'italiano Nello Fabbri, che completò il percorso in 7h32'00", precedendo i connazionali Cleto Maule e Guido De Santi.
I corridori che presero il via da Firenze furono 62, mentre coloro che tagliarono il medesimo traguardo furono 31.

## Ordine d'arrivo (Top 10)
| Pos. | Corridore            | Squadra         | Tempo    |
| ---- | -------------------- | --------------- | -------- |
| 1    | Nello Fabbri         | Legnano         | 7h32'00" |
| 2    | Cleto Maule          | Torpado         | s.t.     |
| 3    | Guido De Santi       | Ignis           | s.t.     |
| 4    | Mario Baroni         | Nivea-Fuchs     | a 1'13"  |
| 5    | Waldemaro Bartolozzi | Legnano         | s.t.     |
| 6    | Gilberto Dall'Agata  | Torpado         | s.t.     |
| 7    | Giuseppe Minardi     | Leo-Chlorodont  | s.t.     |
| 8    | Daniele Grassi       | Leo-Chlorodont  | s.t.     |
| 9    | Alfredo Martini      | Legnano         | s.t.     |
| 10   | Giovanni Pettinati   | Bianchi-Pirelli | a 3'30"  |